# Listă de filme sovietice din 1969
- Filme sovietice din: 1968 — 1969 — 1970

Aceasta este o listă de filme produse în Uniunea Sovietică în 1969.
| Titlu                          | Titlu original                  | Regizor                             | Distribuție      | Gen           | Note                                                    |
| ------------------------------ | ------------------------------- | ----------------------------------- | ---------------- | ------------- | ------------------------------------------------------- |
| 1969                           |                                 |                                     |                  |               |                                                         |
| The Adjutant of His Excellency | Адъютант его превосходительства | Yevgeni Tashkov                     |                  | War drama     |                                                         |
| The Brothers Karamazov         | Братья Карамазовы               | Ivan Pyryev                         |                  | Drama         | Entered into the 6th Moscow International Film Festival |
| By the Lake                    | У озера                         | Sergei Gerasimov                    |                  | Drama         | USSR State Prize, 1971                                  |
| The Color of Pomegranates      | Цвет граната                    | Sergei Parajanov                    | Sofiko Chiaureli | Biopic        | Armenian Language                                       |
| Don't Grieve                   | Не горюй!                       | Georgi Daneliya                     |                  | Comedy        |                                                         |
| Not Under the Jurisdiction     | Неподсуден                      | Vladimir Krasnopolsky, Valeri Uskov |                  | Drama         |                                                         |
| Cortul roșu                    | Красная палатка                 | Mikhail Kalatozov                   |                  | Drama, action |                                                         |
| White Sun of the Desert        | Белое солнце пустыни            | Vladimir Motyl                      |                  | Eastern       |                                                         |

## Legături externe
- Filme sovietice din 1969 la Internet Movie Database